# صليب القلب

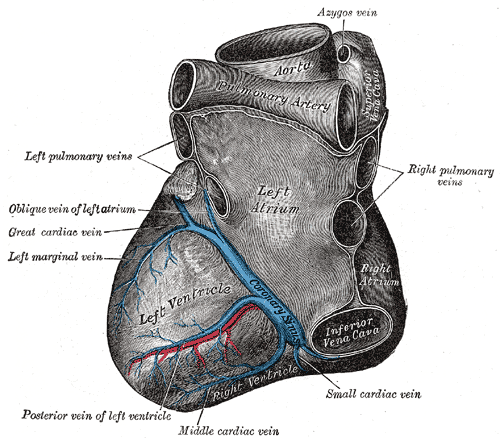

الصليب القلبي أو صليب القلب (من اللاتينية "crux" وتعني «صليب») هي منطقة عند الجانب الخلفي من القلب حيث يلتقي التلم التاجي (الأخدود الذي يفصل الأذينين عن البطينين) والثلم الخلفي بين البطينين (الأخدود الذي يفصل البطين الأيسر عن الأيمن).
يعد صليب القلب مهما من الناحية الجراحية نظرا لأن شريان العقدة الأذينية البطينية -وهو شريان صغير لكنه حيوي- يمر بالقرب من صليب القلب.